# Karel Leopold Bepta

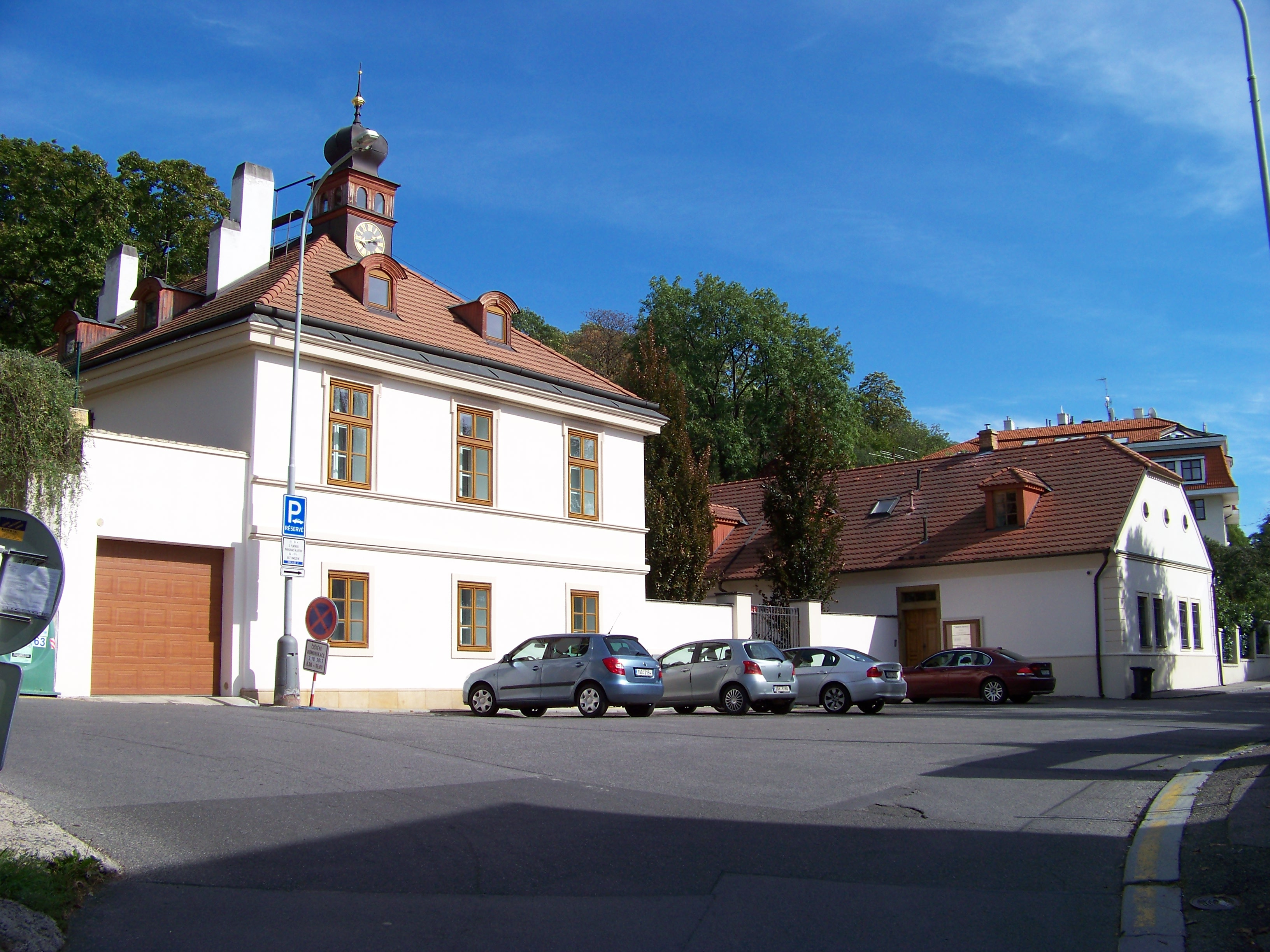
Usedlost Vondračka (dříve Beptová) v Praze-Vinohradech

Karel Leopold Bepta byl pražský měšťan. Pocházel z bohaté rodiny, která vlastnila nákladnický dům „U Kaliwodů" proti faře novoměstského kostela sv. Štěpána na rohu Žitné a Štěpánské ulice.

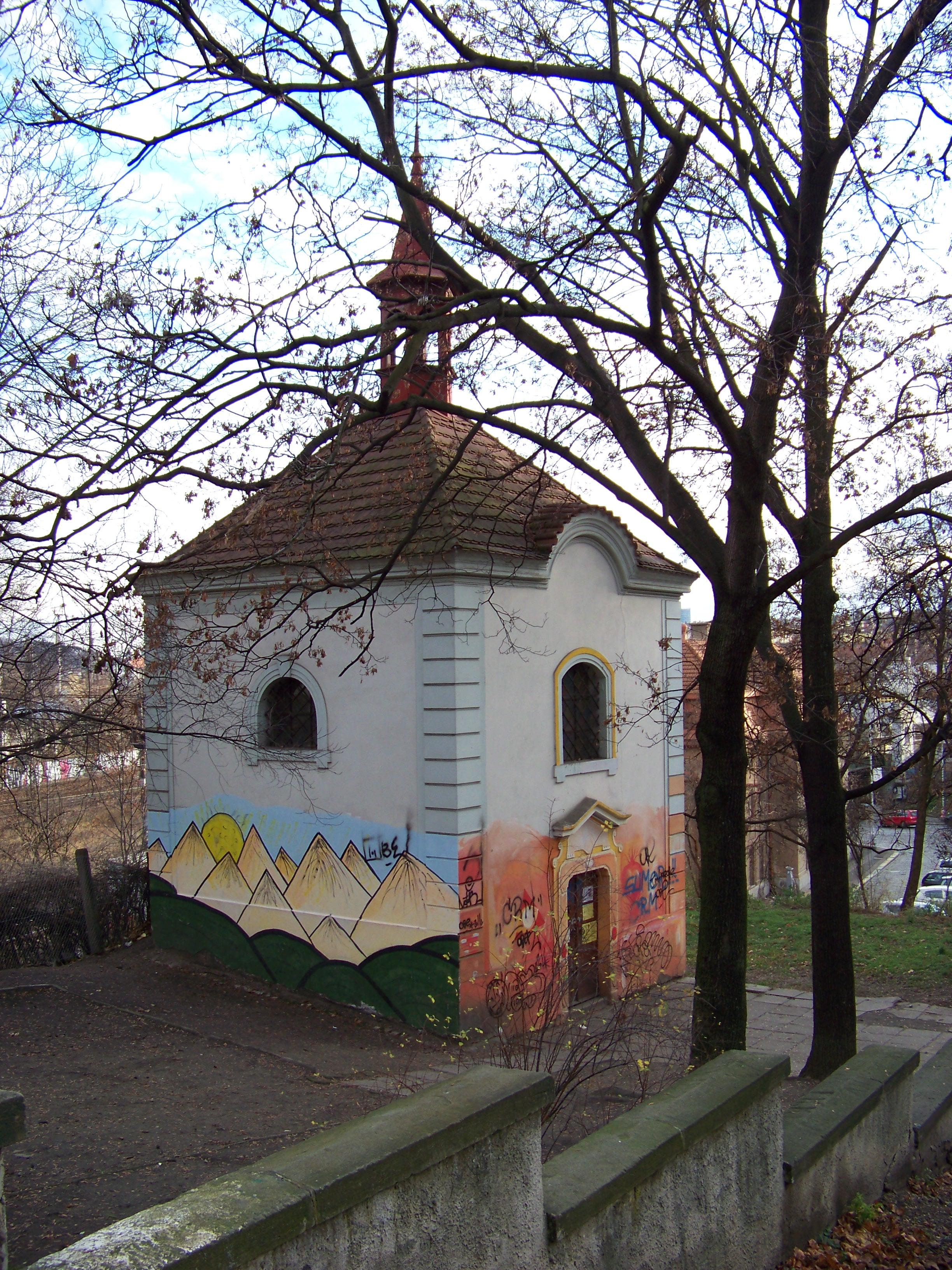
Kaple svaté Rodiny, pohled z Nuselských schodů

Karel Bepta byl magistrátním radním Nového Města pražského. V roce 1726 je uváděn mezi hejtmany, poté (1741) je správcem „masnýho ouřadu“ a v pozdějších letech je „komisařem nad masnými a chlebovými věcmi“.. Byl majitelem rozsáhlých polností a vinic za pražskými hradbami na území dnešních Vinohrad. Zde kolem poloviny 18. století koupil starý viniční lis a přestavěl jej na větší usedlost, nazývanou zprvu Beptová, později Vondračka po dalším majiteli, který usedlost přestavěl a rozšířil. Pozemky patřící k usedlosti byly velmi rozsáhlé a Karel Bepta na nich v jejich západní části nechal v roce 1755 postavit menší kapli svaté Rodiny, která dodnes stojí nedaleko Nuselských schodů.

## Beptova nadace

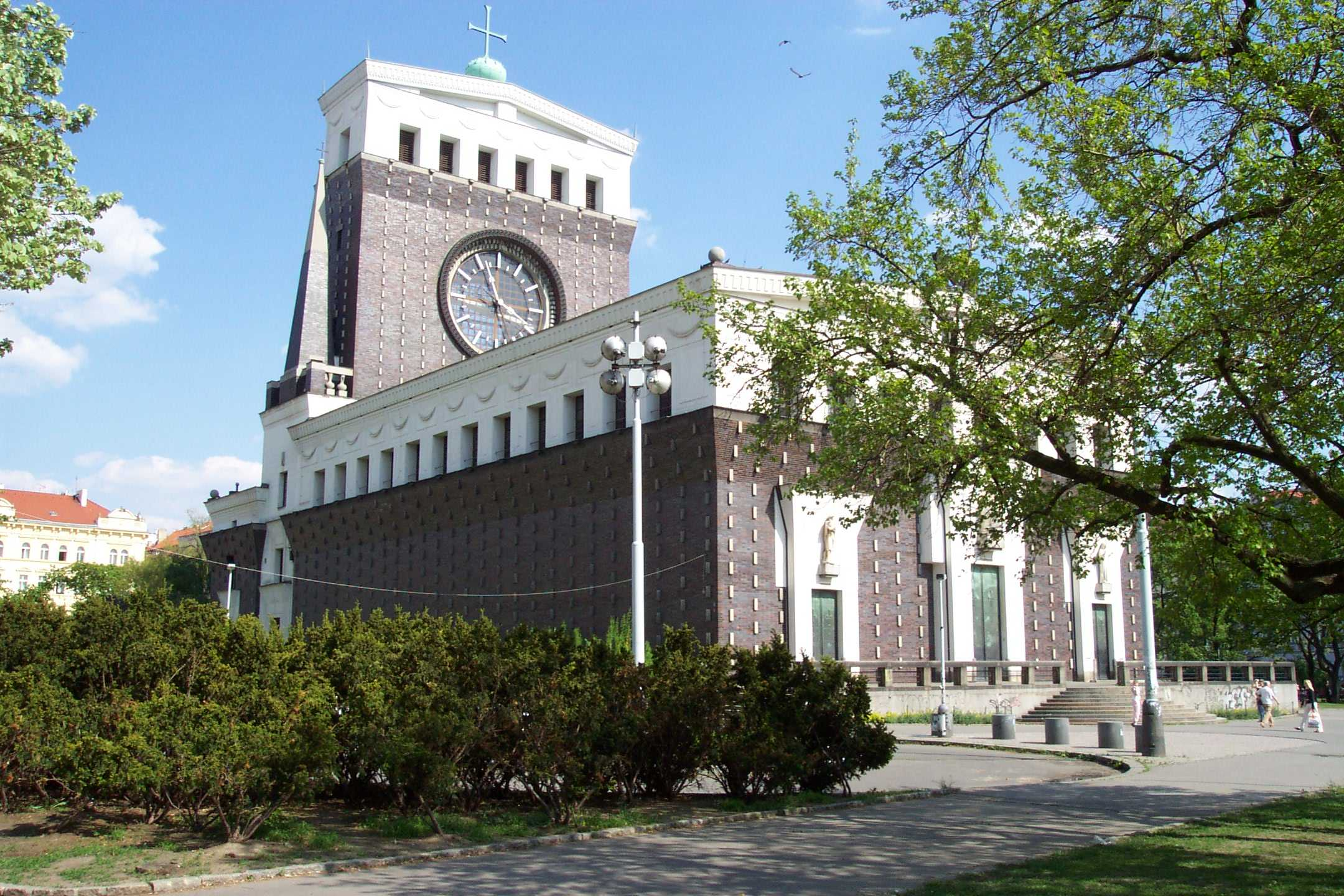
Kostel Nejsvětějšího srdce Páně na náměstí Jiřího z Poděbrad

Karel Leopold Bepta neměl přímé potomky a proto, když v roce 1769 umíral, odkázal spolu s cennými pozemky na vinohradském a vršovickém katastru také značné finanční prostředky na údržbu kaple a živobytí tamního poustevníka z náboženského bratrstva ivanitů s povinností sloužit mše za Beptovu rodinu. Ovšem Marie Terezie zakázala bratrstvu přijímat nové členy a  Josef II. 12. ledna 1782 bratrstvo svým patentem zrušil a poustevnický život zakázal. Odkaz byl poté přeměněn na tzv. Beptovu nadaci, (někdy se též užívá pojmenování Beptovská nadace). V roce 1923 požádala pražská konsistoř státní úřady o uvolnění kapitálu Beptovy nadace pro účely výstavby kostela Nejsvětějšího Srdce Páně na Vinohradech a rozhodnutím ministerské rady v roce 1927 byly konečně tyto prostředky vinohradské farnosti přiděleny. Kromě tohoto hlavního zdroje financí pomohla celá farnost mnoha sbírkami, dary i loterií. Celkové náklady na stavbu provedenou podle návrhu Josipa Plečnika dosáhly přibližně 4,8 milionu korun.